# Thelotrema australiense
Thelotrema australiense är en lavart som beskrevs av Müll. Arg. 1887. Thelotrema australiense ingår i släktet Thelotrema och familjen Thelotremataceae.   Inga underarter finns listade i Catalogue of Life.